# Enrique XVIII de Reuss-Köstritz (línea menor)
El príncipe Enrique XVIII de Reuss-Köstritz (Leipzig, 14 de mayo de 1847 - trayecto de Schweinfurt a Wurzburgo, 15 de agosto de 1911) fue un militar alemán y príncipe reinante de la línea menor de Reuss-Köstritz.

## Biografía
Enrique XVIII fue el primogénito de los hijos del matrimonio del príncipe Enrique II de Reuss-Köstritz (1803-1852) y la condesa Clotilde de Castell-Castell (1821-1860). Tuvo dos hermanos menores: los príncipes Enrique XIX (1848-1904) y Enrique XX (1852-1884) de Reuss-Köstritz. Era miembro de la Casa de Reuss.
Como era habitual en los príncipes alemanes de su época siguió la carrera militar. El ejército elegido fue el del reino de Prusia. En 1883 llegaría a ser nombrado ayudante del emperador Guillermo I de Alemania.
Moriría como consecuencia de un infarto en un viaje de tren en el que viajaba de Schweinfurt a Wurzburgo.

## Matrimonio e hijos
El 17 de febrero de 1886 en Schwerin contrajo matrimonio con la duquesa Carlota de Mecklenburgo-Schwerin, veintiún años menos que él e hija única del duque Guillermo de Mecklemburgo-Schwerin y de la princesa Alejandrina de Prusia. Fruto de este matrimonio nacerían tres hijos varones:
- Enrique XXXVII (1888-1964), oficial en la Marina Imperial alemana.[4][5]
- Enrique XXXVIII (1889-1918),[6] caído en la Primera Guerra Mundial.
- Enrique XLII (1892-1949)[6]

## Títulos y órdenes

### Títulos
- Su Alteza Serenísima el príncipe Enrique XVIII de Reuss[-Köstritz].

### Órdenes
- Condecorado con la Cruz de Honor de primera clase (con corona).[3] (Principados de Reuss)
- Caballero de primera clase de la Orden del Águila Roja.[3] (

 Reino de Prusia)
- Condecorado con la Cruz de Hierro de segunda clase.[3] (

 Reino de Prusia)
- Caballero gran cruz de la Orden de la Corona Wéndica.[3] ( Gran ducado de Mecklemburgo-Schwerin y Gran ducado de Mecklemburgo-Strelitz)
- Caballero gran cruz de la Orden de la Casa Ernestina de Sajonia.[3] (   Ducados ernestinos)
- Caballero de justicia de la Orden de San Juan (Bailazgo de Brandeburgo).[3]
- Caballero de la Orden de San Alejandro Nevsky.[7] ( Imperio ruso)
- Caballero de primera clase de la Orden de Santa Ana.[8] ( Imperio ruso)
- Caballero de la Orden del Águila Blanca.[8] ( Reino de Polonia)
- Caballero gran cruz de la Orden de la Corona.[8] (Reino de Rumanía)
- Caballero de la Orden del Medjidie.[8] (Imperio otomano)

### Empleos
- Coronel à la suite del regimiento de dragones n.º 16.[3] ( Gran ducado de Mecklemburgo-Schwerin y gran ducado de Mecklemburgo-Strelitz)
- Comandante de la 17 brigada de caballería.[3] ( Gran ducado de Mecklemburgo-Schwerin y gran ducado de Mecklemburgo-Strelitz)
- Coronel à la suite del Ejército prusiano.[3] (

 Reino de Prusia)